# 南洋桫椤
南洋桫椤（学名：Alsophila loheri）为桫椤科桫椤属下的一个种。模式标本采自菲律宾。